# السياق (علم اللغويات الاجتماعية)
يُشير السياق في علم اللغويات الاجتماعية إلى استخدام اللغة (كلًا من اللغة المنطوقة ولغة الجسد) في الإشارة إلى الجوانب المتعلقة بالتفاعل أو المواقف التواصلية. قد يتضمن هذا أفكارًا عن المتحدث وعلاقته بالمتحدث الآخر ومكان إجراء المحادثة، وأكثر من ذلك بكثير. يُمكن استنباط هذه الأفكار من كيفية استخدام اللغة ونوع اللغة المُستخدمة (رسمية إزاء غير رسمية) وطبقة الصوت للمشاركين في الحديث (أندرسين وريزور 2014). يتضمن السياق أفكارًا شفهية وغير شفهية عن أشياء مثل: التأثير الفعال أو الموقف الظاهر من محادثة يُجرى تحليلها أو المشاركة فيها. يُشار إلى هذه الأفكار باسم «إشارات السياق». إشارات السياق هي إشارات لفظية وغير لفظية على حد سواء يستخدمها متحدثو اللغة ويسمعها مستمعو اللغة والتي تقدم إشارات عن العلاقات والمواقف وبيئة المحادثة (إيشيدا 2006). يُعد عمل باسل بيرنشتاين مثالًا على السياق في الأوساط الأكاديمية (1990 [1971]). يصف بيرنشتاين سياق المعرفة العلمية في السياقات التربوية، مثل: الكتب المدرسية.
من المهم ملاحظة أن السياق المتعلق بعلم اللغويات الاجتماعية يبحث فقط في كيفية استخدام اللغة. هذا لأن علم اللغويات الاجتماعية هو دراسة كيفية استخدام المجتمع للغة.

## إشارات السياق
تُعتبر إشارات السياق كما ذكرنا سابقًا، أمرًا حاسمًا لأنها الأفكار التي تسمح للمراقبين بفهم التفاعل المُقدم بشكل أفضل. تتضمن بعض إشارات السياق: التجويد واللكنات ولغة الجسد ونوع اللغة وتعبيرات الوجه (أندرسين وريزور 2014). يُشير التجويد إلى صعود وهبوط الكلام. يُمكن عن طريق ملاحظته، تحديد الإثارة والغضب والاهتمام أو العواطف الأخرى. تُشير اللكنات إلى مكان نشأة الشخص، لذلك يُمكن إعطاء أدلة في المحادثة ليس فقط عن منشأ الشخص بل وعن القيم أو المعتقدات الثقافية. علاوةً على ذلك، عندما يُجمع بين تعبيرات لغة الجسد وتعبيرات الوجه، تُصبح المزيد من الأدلة عن علاقة المتحدث ومشاعره تجاه الموضوع أو متحدث آخر أو العواطف واضحة (دوشارم وبرنارد 2001). أخيرًا، تكون العلاقة بين المتحدثين واضحة، سواء استخدم الشخص لغة رسمية أو غير رسمية. يُستخدم الشكل غير الرسمي للغة على الأرجح عندما يكون التفاعل بين شخصين مثل: الأقران و/ أو الرفاق مع بعضهم البعض. العكس صحيح بالنسبة للغرباء مع بعضهم البعض أو أولئك الذين في موقف ذي تأثير فعال غير متكافئ (ماسودا 2016).

## تأثير السياق
للسياق فائدة شاملة وهي منح الأشخاص القدرة على الفهم. يشرح زانا محمود حسن فائدة السياق بالتفصيل في أطروحته «سياق اللغة والثقافة». يُمكن للسياق في علم اللغويات الاجتماعية السماح لمُتعلمي اللغة بالبدء في فهم الثقافة من خلال الإشارات الموجودة في الفروق الدقيقة في اللغة (حسن 2014). تكشف نتائج حسن بشكل عام سير اللغة والسياق جنبًا إلى جنب. قال العلماء إن من المهم إدراج الدراسات الثقافية في دراسات اللغة لأنها تساعد في تعلم الطلاب. يساعد السياق المعلوماتي والظرفي الذي توفره الثقافة في جعل اللغة «ذات معنى»؛ تُعتبر الثقافة من إشارات السياق (حسن 2014). إجمالًا، يجعل السياق تعلم اللغة أسهل، عند تنفيذه بشكل صحيح. قدم دوشارم وبرنارد حجة مماثلة في مقالتهم. يقولون إنه عندما يُزود الطلاب بالأدوات والمساحة اللازمة لاستخدام السياق، يكونون أكثر قدرة على تعلم لغة ثانية بشكل أفضل (دوشارم وبرنارد 2001). لا يُسهل السياق فهم اللغة والتفاعلات اللغوية اليومية فحسب، بل يساعد أيضًا في تعلم اللغة وفهمها في إطار أكاديمي. يأخذ السياق اللغة خطوة واحدة فقط إلى الأمام عن طريق إثبات تعقيدات اللغة وملء الفجوات.